# Туфило
Туфило (итал. Tufillo) је насеље у Италији у округу Кјети, региону Абруцо.
Према процени из 2011. у насељу је живело 462 становника. Насеље се налази на надморској висини од 556 м.

## Становништво
Према резултатима пописа становништва 2011. у општини је живело 468 становника.
| 1931. | 1936. | 1951. | 1961. | 1971. | 1981. | 1991. | 2001. | 2011. |
| ----- | ----- | ----- | ----- | ----- | ----- | ----- | ----- | ----- |
| 1.318 | 1.356 | 1.524 | 1.232 | 872   | 770   | 641   | 564   | 468   |